# 哥印拜陀縣
哥印拜陀縣（Coimbatore district）是印度泰米爾納德邦的一個縣，位於該國南部，面積4,850平方公里，每年平均降雨量700毫米，識字率為69%，2011年人口3,472,578，人口密度每平方公里716人。